# سی‌سر
سیسِر، روستایی از توابع بخش ربط در شهرستان سردشت واقع در استان آذربایجان غربی ایران است.

## جمعیت
این روستا در دهستان گورک سردشت قرار داشته و بر اساس سرشماری سال ۱۳۹۵ جمعیت آن ۶۴۱ نفر (۱۴۸ خانوار) بوده‌است.